# Дубяга, Иван Романович
Иван Романович Дубяга (до 1949 года Дубягин) (16 января 1929, Ставропольский край — 22 февраля 1999, Санкт-Петербург) — советский военный моряк-подводник, Герой Советского Союза (18.02.1964). Контр-адмирал (14.02.1978).

## Биография
Родился 16 января 1929 года в селе Благодатное Петровского района Ставропольского края в семье крестьянина. У него были 3 брата и сестра. Брат Павел также стал военным моряком, политработником, дослужившись до контр-адмирала, оставил воспоминания. В детстве с семьёй переезжал по новым местам работы отца в Кизляр, Ош, Ташкент. В 1946 году окончил Бакинское военно-морское подготовительное училище.
В том же 1946 году он был призван на службу в Военно-морской флот СССР. В 1950 году Дубяга окончил Тихоокеанское высшее военно-морское училище, в 1958 году — Высшие специальные офицерские классы ВМФ, в 1970 году — Академические курсы офицерского состава при Военно-морской академии. Начинал службу на Тихоокеанском флоте: с сентября 1950 года — командир БЧ-1 подводной лодки М-4, с марта 1951 — командир БЧ-1 гидрографического судна «Океан», с декабря 1952 — помощник командира гидрографического судна «Полярный», с июля 1955 — помощник командира ПЛ С-331, с мая 1956 — старший помощник командира ПЛ С-140, С сентября 1958 — командир подводной лодки М-248, с февраля 1960 — ПЛ М-288, с марта 1960 — ПЛ С-331, с мая 1961 — ПЛ С-336. В 1958 году вступил в КПСС.
С января 1962 года командовал атомной подводной лодкой «К-115», которая через год была введена в состав Северного флота. Перед экипажем лодки было поставлено задание — совершить уникальный подлёдный переход из Баренцева моря в Тихий океан, который до него не совершал никто. Дубяга сам занимался обучением экипажа, отработкой курсовых задач, поддерживал на лодке постоянную готовность. Переход начался 3 сентября 1963 года. Лодка успешно прошла под водой до мыса Желания, где всплыла для встречи со спасательным судном, а затем вновь погрузилась под воду и продолжила движение. По плану Дубяга успешно выполнил несколько всплытий и приледнений. Лодка ещё дважды — 10 и 11 сентября — всплывала, первый раз около дрейфующей советской полярной станции «СП-12». Вскрыли спецпакет, в котором за подписью Председателя совета министров СССР Н. С. Хрущева значилось: «Командиру о всплытии и своем месте донести открытым текстом на ЦКП ВМФ». Радиограмма неофициально оповестила весь мир и прежде всего американцев о том, что советские подводники находятся в Арктике. Во второй раз всплытие прошло в Чукотском море. 17 сентября 1963 года переход был завершён в бухте Крашенинникова. Он явился первым подобным переходом. Самая его трудная часть расстоянием в 1570 морских миль была успешно преодолена подо льдами Арктики. Этот переход позволил ВМФ СССР получить ценный опыт в данной сфере.
Указом Президиума Верховного Совета СССР от 18 февраля 1964 года за «образцовое выполнение задания командования и проявленные при этом личное мужество и отвагу» капитан 2-го ранга Иван Дубяга был удостоен высокого звания Героя Советского Союза с вручением ордена Ленина и медали «Золотая Звезда» за номером 11181.
Продолжал службу в ВМФ СССР. С июля 1964 служил в Управлении боевой подготовки штаба Тихоокеанского флота: старший офицер и заместитель начальника отдела. С августа 1970 года — заместитель командира — начальник учебного отдела Краснознамённого Учебного отряда подводного плавания имени С. М. Кирова, а с ноября 1973 года — командир этого отряда. С ноября 1974 — председатель Ленинградского городского комитета ДОСААФ, с октября 1978 — председатель комитета ДОСААФ Ленинграда и Ленинградской области. Тогда же избирался депутатом Ленсовета, а также был одним из активнейших членов Ленинградского яхт-клуба (в составе команды одной из яхт совершил круговое плавание из Ленинграда через Балтику вокруг Скандинавского полуострова с возвращением через Белое море и по системе Беломорско-Балтийского канала). В апреле 1985 года контр-адмирал И. Р. Дубяга уволен в запас.
Проживал в Ленинграде. Умер 22 февраля 1999 года, похоронен на Никольском кладбище Санкт-Петербурга.
Был также награждён орденом «За службу Родине в Вооружённых Силах СССР» 3-й степени (1977), рядом медалей, монгольской медалью «40 лет Халхин-Гольской Победы» (1979).

Могила И. Р. Дубяги на Никольском кладбище Александро-Невской лавры в Санкт-Петербурге.